# Sin tetas no hay paraíso (película)
Sin tetas no hay paraíso es una película dramática colombiana de 2010 dirigida y escrita por Gustavo Bolívar, protagonizada por Isabel Cristina Cadavid, Juan Sebastián Calero, Linda Lucía Callejas, Francisco Bolívar, Linda Baldrich, Ramiro Meneses, Miguel Varoni y Santiago Moure. Está basada en la novela de 2005 creada por el mismo Gustavo Bolívar y que ha sido adaptada en una gran cantidad de producciones de televisión en Colombia y a nivel internacional.

## Sinopsis
Catalina Santana es una joven que vive en la pobreza. Todo lo que desea es tener un implante mamario que deseen los narcotraficantes, con la esperanza de ganar el dinero necesario para que su familia salga de la pobreza. Envuelta en un fuerte problema social, Catalina hará realidad su sueño y la operación se llevará a cabo, pero terminará pagando un precio muy alto.

## Reparto
- Isabel Cristina Cadavid: Catalina Santana
- Linda Lucía Callejas: Hilda Santana "Doña Hilda"
- Juan Sebastián Calero: Albeiro Manríque
- Fabio Restrepo: Marcial Barrera
- Linda Baldrich: Yésica Franco "La Diabla"
- Ramiro Meneses: Aurelio Jaramillo "El Titi"
- Miguel Varoni: Mauricio Contento
- Marilyn Patiño: Margot
- Herbert King: Cardona
- Francisco Bolívar: Byron Santana
- Gregorio Pernía: Caballo
- Zulma Rey: Ximena